# Anil Ambani
Anil Dhirubhai Ambani est un homme d'affaires indien né le 4 juin 1959.
Il dirige le groupe Reliance Anil Dhirubhai Ambani actif dans les télécommunications, les médias, la santé, l'énergie, la finance.

## Biographie

### Origines
Il est le fils de l'homme d'affaires Dhirubhai Ambani et de son épouse Kokilaben Dhirubhai Ambani.  
Il a un frère (Mukesh Ambani) et deux sœurs (Nina Bhadrashyam Kothari et Dipti Dattaraj Salgaonkar).

### Parcours
Après le décès de leur père sans testament en 2002, les frères Mukesh et Anil se déchirent violemment autour de son héritage.
En 2005, l'empire est divisé en deux. Mukesh Ambani héritera des activités industrielles alors que Anil Ambani hérite lui des activités dans l'énergie, la finance, la distribution et les médias. 
Ses activités sont regroupées sous Reliance Anil Dhirubhai Ambani Group

## Polémiques
En Inde, internet.org est réservé aux abonnés de Reliance Communications (Jio), une compagnie téléphonique appartenant à son conglomérat.
En 2014, il fait souhaiter dans les journaux un bon anniversaire au Premier ministre Narendra Modi, dont il est très proche,.
En 2015, l'administration fiscale française annule un redressement fiscal de 143,7 millions d'euros à l'encontre de Reliance Flag Atlantic France, une entreprise détenue par Ambani.
En octobre 2018, l'ONG française Sherpa porte plainte auprès le Parquet national financier pour qu'une enquête pour corruption et traffic d'influence sur la vente de 36 avions de combat Rafales par la France à l'Inde soit ouverte. La vente se négocie entre le Français Dassault Aviation et l'Indien Reliance Defence Limited, société contrôlée par Ambani et formée 10 jours avant la signature du contrat final en avril 2015. En avril 2019, la Cour suprême de l'Inde ouvre une enquête pour corruption sur le même contrat,.
En octobre 2021, son nom est cité dans les Pandora Papers.